# Stazione di Atami
La stazione di Atami (熱海駅 Atami-eki?) è una stazione della città di Atami, nella prefettura di Shizuoka. La stazione si trova nel punto di confine fra la gestione di JR East e JR Central, mentre il Tōkaidō Shinkansen è interamente gestito da quest'ultima compagnia.

## Linee
JR East
■ Linea principale Tōkaidō
■ Linea Itō
 JR Central
■ Linea principale Tōkaidō
 Tōkaidō Shinkansen

## Caratteristiche

### Stazione JR East
La stazione della JR East è dotata di 1 marciapiede laterale e 2 a isola centrale per un totale di 5 binari in superficie.
| 1   | ■ Linea Itō ■ Linea Izu Kyūkō | per Itō e Izukyū-Shimoda                  |
| 2-3 | ■ Linea principale Tōkaidō    | per Mishima, Numazu, Shizuoka e Hamamatsu |
| 2-3 | ■ Linea Itō ■ Linea Izu Kyūkō | per Itō e Izukyū-Shimoda                  |
| 4-5 | ■ Linea principale Tōkaidō    | per Odawara, Ōfuna, Yokohama e Tokyo      |

### Stazione JR Central
Il Tōkaido Shinkansen dispone di due marciapiedi laterali con due binari su viadotto, direttamente collegati alle linee regionali.
| 6 | Tōkaidō Shinkansen | per Nagoya, Shin-Ōsaka, Hiroshima e Hakata    |
| 7 | Tōkaidō Shinkansen | per Odawara, Shin-Yokohama, Shinagawa e Tokyo |

## Stazioni adiacenti
| «                                     | Servizio                           | »                                  |
| Linea principale Tōkaidō (JR East)    | Linea principale Tōkaidō (JR East) | Linea principale Tōkaidō (JR East) |
| ------------------------------------- | ---------------------------------- | ---------------------------------- |
| Yugawara                              | Locale Rapido Acty                 | Capolinea                          |
| Linea principale Itō                  |                                    |                                    |
| Capolinea                             | Locale                             | Kinomiya                           |
| Linea principale Tōkaidō (JR Central) |                                    |                                    |
| Capolinea                             | Locale                             | Kannami                            |
| Tōkaidō Shinkansen                    |                                    |                                    |
| Odawara                               | -                                  | Mishima                            |